# Rothenburg/Oberlausitz
Rothenburg/Oberlausitz (amtlicher Name Rothenburg/O.L.; oberlausitzisch: Ruttnburg, obersorbisch Rózborkⓘ) ist eine Kleinstadt im Landkreis Görlitz im Nordosten des Freistaates Sachsen an der deutsch-polnischen Grenze. Dem Görlitzer Beispiel folgend nennt sie sich „östlichste Kleinstadt Deutschlands“ und „östlichstes Städtchen Deutschlands“.
Nordwestlich der Stadt liegt der Flugplatz Rothenburg/Görlitz, der in den 1950er-Jahren gebaut und von der NVA als Jagdflieger-Ausbildungsplatz genutzt wurde.

## Geographie
Die Stadt liegt im östlichen Teil des Landkreises Görlitz und im Nordosten der Oberlausitz im Tal der Lausitzer Neiße südlich der Muskauer Heide. Rothenburg ist von einer stark land- und forstwirtschaftlich geprägten Heidelandschaft umgeben.

## Geschichte
Die Stadt wurde 1268 erstmals in einer Urkunde des Markgrafen Otto von Brandenburg als Rotenberg erwähnt, 1305 aber als Rothenburch (der zweite Namensteil wechselte auch in späteren Belegen öfter). Die Gründung lag wahrscheinlich am Ende des 12. und zu Beginn des 13. Jahrhunderts. Die Entwicklung war geprägt von Handwerk und Landwirtschaft in einem wirtschaftlich eher kargen Umland. Über die Stadt gingen insgesamt 13 verheerende Stadtbrände hinweg. Beherrschend für die Stadt und ihre Entwicklung war die ansässige Familie von Martin, der ein Großteil der landwirtschaftlich nutzbaren Flächen um Rothenburg gehörte.
Die Stadt hat bis heute 14 Stadtbrände zu verzeichnen, u. a. der erste Brand im Jahr 1427 oder auch in den Jahren 1798 und 1805, die jeweils zahlreiche Gebäude im Stadtkern komplett zerstörten. Bei dem großen Stadtbrand am 21. Juli 1798 brannte neben den Wirtschaftsgebäuden des Schlosses und fast allen anderen Gebäuden in der Stadt auch die Stadtkirche nieder. Nach diesem Brand fand man bei Räumungsarbeiten im Fundament der Kirche einen großen Stein, der mit einem Kreuz verziert war sowie drei nebeneinander stehende Striche. Es wird vermutet, dass diese die Jahreszahl 1000 wiedergeben sollen, sodass dieser Stein der Grundstein einer der ältesten Kirchen in Deutschland wäre. Auf einem weiteren Grundstein im Kirchturm ist auch die Zahl 1313 zu lesen, die eine Existenz der einer Kirche an dieser Stelle nachweist.
Noch bis in die zweite Hälfte des 17. Jahrhunderts wurde in Rothenburg auch Sorbisch gesprochen, obwohl es wohl nach der Reformation keine sorbischen Gottesdienste mehr gab. Ein erst 1931 abgebrochenes Kirchlein am Friedhof trug jedoch im Volksmund bis in die neueste Zeit den Namen „Wendenkapelle“.
Der Prager Frieden von 1635 brachte die Ober- und Niederlausitz in das Kurfürstentum Sachsen ein, sodass auch Rothenburg Teil des Kurfürstentums wurde.
Die Stadt fiel 1815 gemäß den Beschlüssen des Wiener Kongresses an Preußen, da sich die europäischen Großmächte auf eine Teilung des Königreiches Sachsen einigten, wobei die Oberlausitz zur preußischen Provinz Schlesien kam. Mit der preußischen Verwaltungsreform wurde sie Kreisstadt des Landkreises Rothenburg (Ob. Laus.), der einer der flächengrößten Kreise Preußens und später Deutschlands war. Der Landkreis und damit auch die Stadt selbst waren damit Teil des Regierungsbezirkes Liegnitz in der preußischen Provinz Schlesien.
Im Jahre 1856 gründete sich die Große Vereins-Sterbekasse zu Rothenburg O.-L. Damit war in Rothenburg eine der ersten Versicherungen Preußens entstanden, die zahlreiche Mitglieder im Landkreis zählte. 1860 wurde Hermann Clemens von Jähnichen von der königlich preußischen Regierung zur Verwaltung einer Agentur für die Geschäfte der Cölnischen Feuer-Versicherungs-Gesellschaft „Colonia“ die Konzession erteilt; desgleichen für die Lebens- und Hagelversicherung. Um 1908 war die Versicherung so stark gewachsen, dass der Sitz der Versicherung nach Görlitz verlegt wurde. Die Rechtsnachfolgerin Rothenburger Versicherungs-Anstalt in Görlitz a.G. residierte in einem von dem Architekten Gerhard Röhr neu errichteten Gebäude in der Brückenstraße in Görlitz. Das Gebäude gehört seit dem Jahre 1992 zum Campus der Hochschule Zittau/Görlitz. Die Rothenburger Versicherungs-Anstalt a.G. ist nach diversen Übernahmen in den Versicherungskonzern AXA übergegangen.
Im Jahr 1882 wurde die Freiwillige Feuerwehr der Stadt Rothenburg gegründet. Bis zum Zweiten Weltkrieg wurden von Pferden gezogene Löschkutschen in den Einsatz geschickt. Erst im Jahr 1948 kam mit dem noch heute existierenden Magirus Modell „M27“, Baujahr 1931, das erste selbstfahrende Löschfahrzeug in die Stadt.
Ende des 19. Jahrhunderts entstanden die noch bedeutenden diakonischen Einrichtungen Martinshof (bis 1941 Zoar) und das Martin-Ulbrich-Haus (Orthopädische Klinik, früher Schlesisches Krüppelheim). Das Tormersdorfer Gelände des Martinshofs auf der anderen Neißeseite wurde 1941 beschlagnahmt und zum Sammel- und Arbeitslager Tormersdorf für Juden aus dem Görlitzer und Breslauer Raum umgebaut, bevor diese zur Massenhinrichtung in den Osten deportiert wurden.
Zur Verteidigung der Ostfront traf, aus dem Elsass kommend, am 18. Februar 1945 die 21. Panzerdivision unter Führung des Kommandeurs General Werner Marcks in Rothenburg ein. Infolge der Niederschlesischen Operation rückten die russischen Truppenverbände immer weiter vor. Als sie am 19. Februar 1945 am Ortsrand von Tormersdorf standen, entschied sich der dem Stadtkommandanten Oberstleutnant Fritz Noebel zur Seite gestellten Ordonnanzoffizier Leutnant Goldmann dazu, die Brücke nach Tormersdorf am 20. Februar 1945 zu sprengen, da mit dem Brückenübergang der russischen Truppen zu rechnen war.

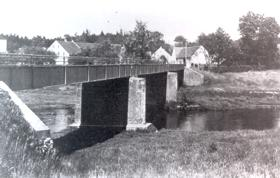
Tormersdorfer Brücke - gesprengt durch die Wehrmacht am 20. Februar 1945

Ab Februar 1945 bildete die 2. Polnische Armee während des Neißeübertritts bei Rothenburg mehrmals einen Brückenkopf. Die ebenfalls eingesetzte Panzer-Grenadier-Division "Brandenburg" musste am 16. April 1945 die Verteidigung der Stadt Rothenburg nach langandauernden Kämpfen aufgeben und zog sich nach Westen in Richtung Bautzen zurück. Durch die Gefechte wurden Rothenburg und Tormersdorf sehr stark zerstört.

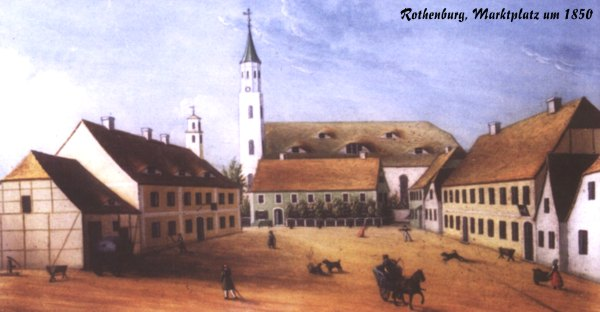
Marktplatz in Rothenburg um 1850

Wegen seiner Randlage an der deutschen Außengrenze infolge der Potsdamer Beschlüsse verlor Rothenburg noch im Jahr 1945 den Kreissitz an die wesentlich größere Stadt Weißwasser/Oberlausitz, der Kreisname änderte sich entsprechend in Landkreis Weißwasser. Nach dem Zusammenschluss mit dem westlichen Teil des alten Landkreises Görlitz zum Landkreis Weißwasser-Görlitz wurde Niesky 1947 dessen Kreisstadt. Im Rahmen der Verwaltungsreform von 1952 kam es zur Neubildung von Kreisen und Bezirken, Rothenburg lag nun im Kreis Niesky (Bezirk Dresden).
In den 1960er-Jahren wurde der Notlandeplatz der früheren Luftwaffe zu einem Jagdfliegerausbildungsplatz der Luftstreitkräfte der Nationalen Volksarmee ausgebaut. Durch den Zuzug der Soldatenfamilien wuchs die Einwohnerzahl stark an. Das Ausbildungsgeschwader musste 1990, allein schon wegen der Lage innerhalb des 30 km großen Grenzkorridors zu Polen, geschlossen werden.
In der Nacht vom 2. auf den 3. Oktober 1993 verübte die Terrorgruppe Revolutionäre Zellen (RZ) einen Brandanschlag auf die in der Nähe des Flugplatzes stationierten Fahrzeuge des Bundesgrenzschutzes (BGS). Mitglieder der RZ bekannten sich auch zu einem Anschlag auf den BGS in Frankfurt/Oder zu der Tat in einem Bekennerschreiben.
Seit 1995 hat die Fachhochschule für Polizei des Freistaats Sachsen hier ihren Sitz.

### Schloss Rothenburg
Bereits im Jahre 1361 wurde erstmals ein Herrensitz derer von Rothenburg und später, zum Rittergut erhoben, im Jahre 1586 erwähnt. In der zweiten Hälfte des 15. Jahrhunderts ging es an die Familie von Nostitz, über. Kaspar von Nostitz gilt als Protoplast der Rothenburger Linie derer von Nostitz. Weitere Besitzer waren ab 1607 die Herren von Rechenberg. Im Jahre 1620 erwarb Christoph Friedrich von Salza das Rittergut und erweiterte den Besitz seiner Familie. Im Laufe der Jahre wechselten häufig die Besitzer vom Gut Rothenburg.
Ab 1764 war Karl Andreas von Meyer zu Knonow, Mitglied der Oberlausitzischen Gesellschaft der Wissenschaften, als Besitzer bekannt, der Rothenburg erwarb und im Jahre 1785 an Johann von Eicke und Polwitz verkaufte. Dieser investierte viel in das Schloss und die Stadt und verkaufte wiederum im Jahre 1790 an Friedrich Aloysius Grafen von Brühl, Freiherr zu Forsta und Pförten, einem Mitglied der sächsisch-thüringischen Adelsfamilie von Brühl. Er war der war der älteste Sohn des bekannten Sächsischen Ministers Heinrich von Brühl. Er galt als sehr weltbewandert und freundlich, was auch auf seine gute Erziehung zurückzuführen ist. Zu Lebzeiten vereinigte er das nördlich gelegene Gut Noes mit der Stadt Rothenburg. Nach seinem Tod verkaufte seine Witwe Josepha Gräfin von Schaffgotsch die Güter im Jahre 1796 an den Görlitzer Tuchhändler Christian Friedrich von Schrickel, der den Stadtbrand am 21. Juli 1798 miterlebte. Bei diesem Brand wurden auch die Wirtschaftsgebäude des Schlosses zerstört. Im Jahre 1804 verkaufte er die Güter und zog nach Görlitz. Es folgten nun zahlreiche Eigentumswechsel.
Die Bautätigkeit ist dem Friedrich Johann August Erdmann von Kutzschenbach zuzuschreiben, der das Gut am 27. Juli 1806 von Ernst Heinrich Graf von Hagen, Kurfürstlich Sächsischer Geheimrat und Appellationsgerichtsvizepräsident, erwarb und ein neues Schloss errichten ließ. Nach einem Eigentumswechsel an Friedrich Heinrich Ernst Körber, der neue Wirtschaftsgebäude errichtete, ging das Gut nach seinem Tod zunächst an dessen Erben, bevor es im Jahr 1840 Freiherr Wigand Adolph von Gersdorff, Königlich Preußischer Kammerherr, aus einem Zwangsversteigerungsverfahren heraus erwarb und weitere Bauarbeiten veranlasste. Er baute das Schloss im Inneren geschmackvoll aus, legte eine amerikanische Mühle an, ließ das Neißewehr neu errichten, und legte am Mühlgraben Rieselwiesen an.
Nach ihm befand sich Schloss Rothenburg ab 1857 im Besitz von Otto und Gustav von Gersdorff und ab 1870 im Besitz von Rudolph Hermann Schade. Im Jahre 1880 erwarb der deutsch-chilenische Unternehmer Friedrich Martin das Schloss Rothenburg. 1945 erfolgte die Enteignung von dessen Sohn Hans von Martin. Das Schloss wurde mitsamt seinen Wirtschaftsgebäuden zwischen 1946 und 1952 abgerissen.
Im Oktober 2019 wurde der Schlossplatz, auf dem sich das ursprüngliche Wirtschaftsgebäude des Schlosses befand, grundlegend umgestaltet und es wurde ein Parkplatz, Sitzmöglichkeiten und eine Ladestation errichtet. hierzu wurden archäologische Grabungen durchgeführt, die Befunde und Keramik aus der Bronzezeit (um 1.000 v. Chr.) zu Tage förderten und darauf schließen lassen, dass der Platz mit einiger Wahrscheinlichkeit bereits in vorgeschichtlicher Zeit besiedelt wurde.

### Bahnhof Rothenburg

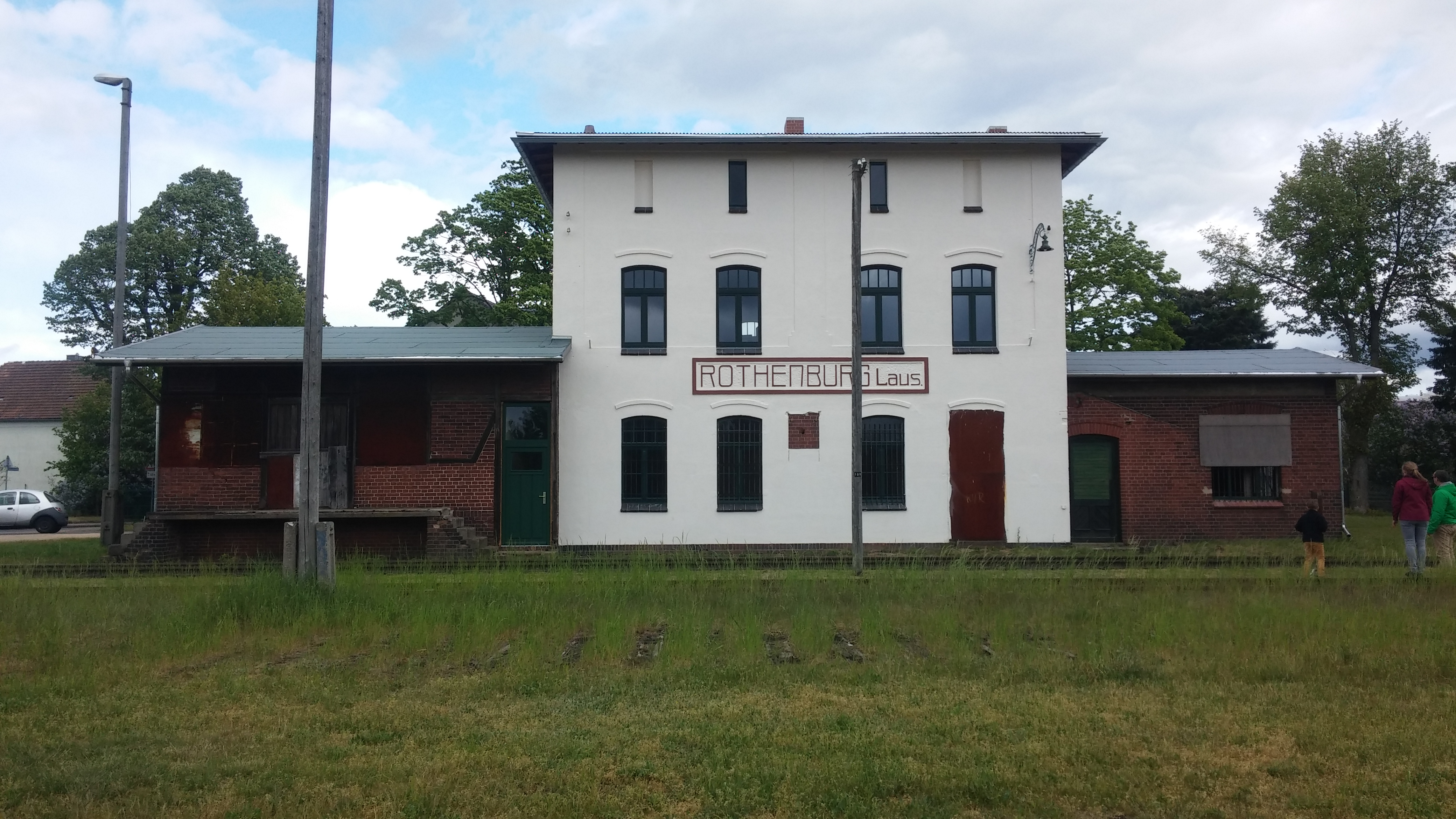
Bahnhofsgebäude des Haltepunktes Rothenburg (Lausitz) der Kleinbahnstrecke Horka–Rothenburg–Priebus

Die in Normalspur ausgeführte Bahn wurde am 15. Dezember 1907 bis Rothenburg in Betrieb genommen. Der Bahnhof Rothenburg hatte außer dem Durchgangsgleis drei parallele und vier Anschlussgleise sowie das Gleis zum ebenfalls errichteten Lokschuppen. Das auf dem Bahngelände im Jahre 1907 errichtete Bahnhofsgebäude stand seit 1957 leer und wurde im Jahre 2016 vom ortsansässigen Kleinbahnverein Rothenburg e. V. erworben, der das Gebäude renovierte und darin neben einem Versammlungsraum auch eine Wohnung einbaute. Ende des Jahres 2008 wurde ein Teil der stillgelegten Bahnstrecke für eine Wiederinbetriebnahme ertüchtigt. Nach der Insolvenz des für den Güterverkehr wichtigen Pelletwerkes am Flugplatz Rothenburg/Görlitz kam es zunächst nicht mehr zu einer Wiederinbetriebnahme des Zugverkehrs. Im Jahr 2015 kaufte die Deutsche Regionaleisenbahn GmbH (DRE) die Strecke auf. Sie hatte sie bereits seit dem Jahr 2005 gepachtet. Seitdem wurde immer wieder über eine Wiederinbetriebnahme diskutiert. Im August 2024 erteilte das zuständige Sächsische Staatsministerium für Wirtschaft  die Betriebsgenehmigung, sodass die Strecke künftig wieder für den Personen- und Güterverkehr genutzt werden kann.

## Entwicklung des Gemeindegebiets

### Ortsgliederung
Rothenburg besteht aus der im Mittelalter gegründeten Stadt Rothenburg und dem darin aufgegangenem Dorf Noes. In mehreren Kommunal- und Verwaltungsreformen sind sieben weitere Dörfer eingemeindet worden. Außerdem gehören die verstreut liegenden Siedlungen Kahle Meile, Spreehammer und Ungunst zur Stadt.

### Eingemeindungen
Als Ortsteile wurden folgende umliegende Dörfer eingemeindet (von Nord nach Süd):
- Steinbach
- Lodenau
- Neusorge (mit der Siedlung Spreeaufwurf)
- Bremenhain
- Dunkelhäuser (ursprünglich auf Noes, Rothenburg und Uhsmannsdorf verteilte Siedlungen)
- Geheege
- Nieder-Neundorf
- Uhsmannsdorf

### Bevölkerungsentwicklung
Rothenburgs Einwohnerzahl (nur Stadt Rothenburg und Noes) stieg zwischen 1970 und 1990 wegen des ansässigen NVA-Ausbildungsgeschwaders von 3500 auf 5500 Einwohner. Nach 1990 schrumpfte die Bevölkerung. Ende des Jahres 2013 betrug die Einwohnerzahl 4741.
Die Einwohnerzahl ist seitdem weiter zurückgegangen. Gemäß dem Zensus 2022 hatte Rothenburg am 15. Mai 2022 insgesamt 4167 Einwohner, darunter 4009 Deutsche und 160 Ausländer. Der Ausländeranteil lag somit bei 3,8 % und war für sächsische Verhältnisse unterdurchschnittlich. 
Die Mehrheit der Einwohner Rothenburgs ist wie in den meisten Regionen Sachsens konfessionell ungebunden. Zum Zensusstichtag waren 24,8 % der Einwohner Mitglied der evangelischen und 3,9 % Mitglied der katholischen Kirche. Der Anteil der Sonstigen belief sich auf 71,3 %.

## Politik

### Stadtrat
Die Stadtratswahl am 9. Juni 2024 führte zu folgendem Ergebnis bei der Verteilung der Stimmen und dementsprechend der 16 Sitze auf die einzelnen Gruppierungen:
| Stadtrat ab 2024Insgesamt 16 Sitze - Linke: 1 - FWV: 2 - CDU: 9 - AfD: 4 | Liste                                            | 2024   | 2024   | 2019   | 2019   | 2014   | 2014   |
| Stadtrat ab 2024Insgesamt 16 Sitze - Linke: 1 - FWV: 2 - CDU: 9 - AfD: 4 | Liste                                            | Sitze  | in %   | Sitze  | in %   | Sitze  | in %   |
| Stadtrat ab 2024Insgesamt 16 Sitze - Linke: 1 - FWV: 2 - CDU: 9 - AfD: 4 | CDU                                              | 9      | 52,1   | 8      | 44,9   | 10     | 60,3   |
| Stadtrat ab 2024Insgesamt 16 Sitze - Linke: 1 - FWV: 2 - CDU: 9 - AfD: 4 | AfD                                              | 4      | 23,4   | 2      | 16,5   | –      | –      |
| Stadtrat ab 2024Insgesamt 16 Sitze - Linke: 1 - FWV: 2 - CDU: 9 - AfD: 4 | Freie Wählervereinigung Rothenburg und Ortsteile | 2      | 15,9   | 3      | 19,5   | 2      | 16,4   |
| Stadtrat ab 2024Insgesamt 16 Sitze - Linke: 1 - FWV: 2 - CDU: 9 - AfD: 4 | Linke                                            | 1      | 8,6    | 2      | 13,8   | 4      | 23,3   |
| Stadtrat ab 2024Insgesamt 16 Sitze - Linke: 1 - FWV: 2 - CDU: 9 - AfD: 4 | WG Uhsmannsdorf                                  | –      | –      | –      | 5,3    | –      | –      |
| Stadtrat ab 2024Insgesamt 16 Sitze - Linke: 1 - FWV: 2 - CDU: 9 - AfD: 4 | Wahlbeteiligung                                  | 66,0 % | 66,0 % | 60,3 % | 60,3 % | 48,8 % | 48,8 % |

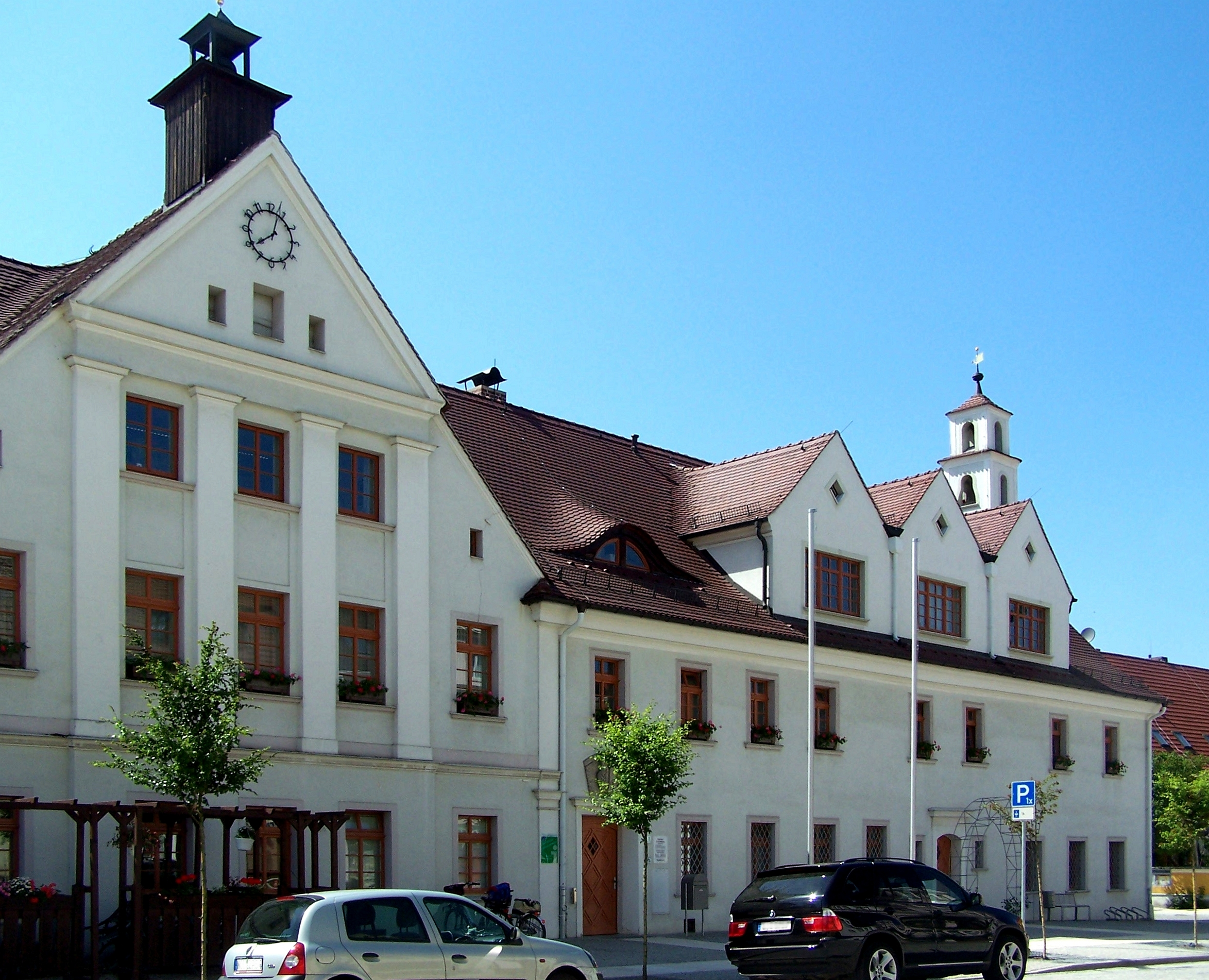
Rathaus

Weiteres Mitglied des Stadtrats und dessen Vorsitzender ist der Bürgermeister.

### Bürgermeister
Bei den Bürgermeisterwahl 2022 traten in Rothenburg vier Kandidaten um das Amt des Bürgermeisters an. Am 12. Juni 2022 wurde Philipp Eichler (CDU) mit 68,1 % zum neuen Bürgermeister gewählt. Die Wahlbeteiligung lag bei 61 %.
| Wahl | Bürgermeister         | Vorschlag | Wahlergebnis (in %) |
| ---- | --------------------- | --------- | ------------------- |
| 2022 | Philipp Eichler       | CDU       | 68,1                |
| 2015 | Heike Böhm            | Böhm      | 54,4                |
| 2008 | Heike Böhm            | Böhm      | 58,2                |
| 2001 | Hans-Dietmar Dohrmann | Dohrmann  | 35,3                |
| 1994 | Bernd Lange           | CDU       | 90,7                |
| 1990 | Bernd Lange           | CDU       | -                   |

### Städtepartnerschaften
Rothenburg führt seit 1991 mit der niedersächsischen Kleinstadt Dransfeld eine Partnerschaft. Elf Jahre später wurde mit der polnischen Kleinstadt Pieńsk (Penzig) eine weitere Partnerschaft geschlossen. Das Besondere hierbei ist, dass die beiden Neißestädte nur etwa 15 km auseinander liegen.
Rothenburg ist in einem Freundschaftsbund mit anderen Rot(h)enburgs: Rothenburg ob der Tauber (Bayern), Rotenburg an der Fulda (Hessen), Rotenburg (Wümme) (Niedersachsen), Rothenburg (Saale) (Sachsen-Anhalt), Rothenburg LU (Schweiz), Czerwieńsk (Rothenburg an der Oder, Polen). Auf kirchlicher Ebene bestanden zu Rothenburg ob der Tauber bereits zu DDR-Zeiten einige Beziehungen.

## Kultur und Sehenswürdigkeiten

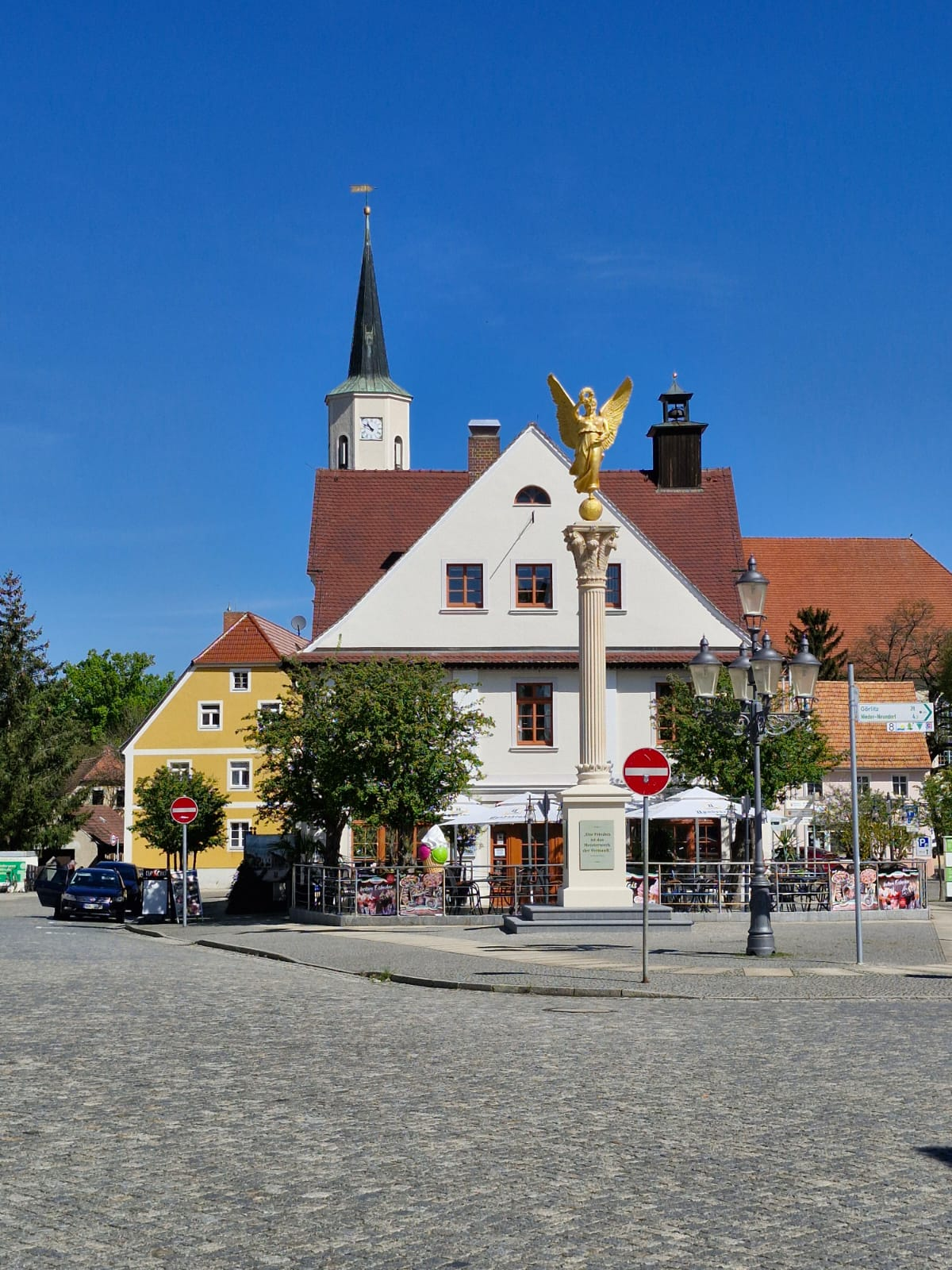
Mit Blick Richtung Norden: Marktplatz mit Rathaus, im Vordergrund das Friedensdenkmal (2025)

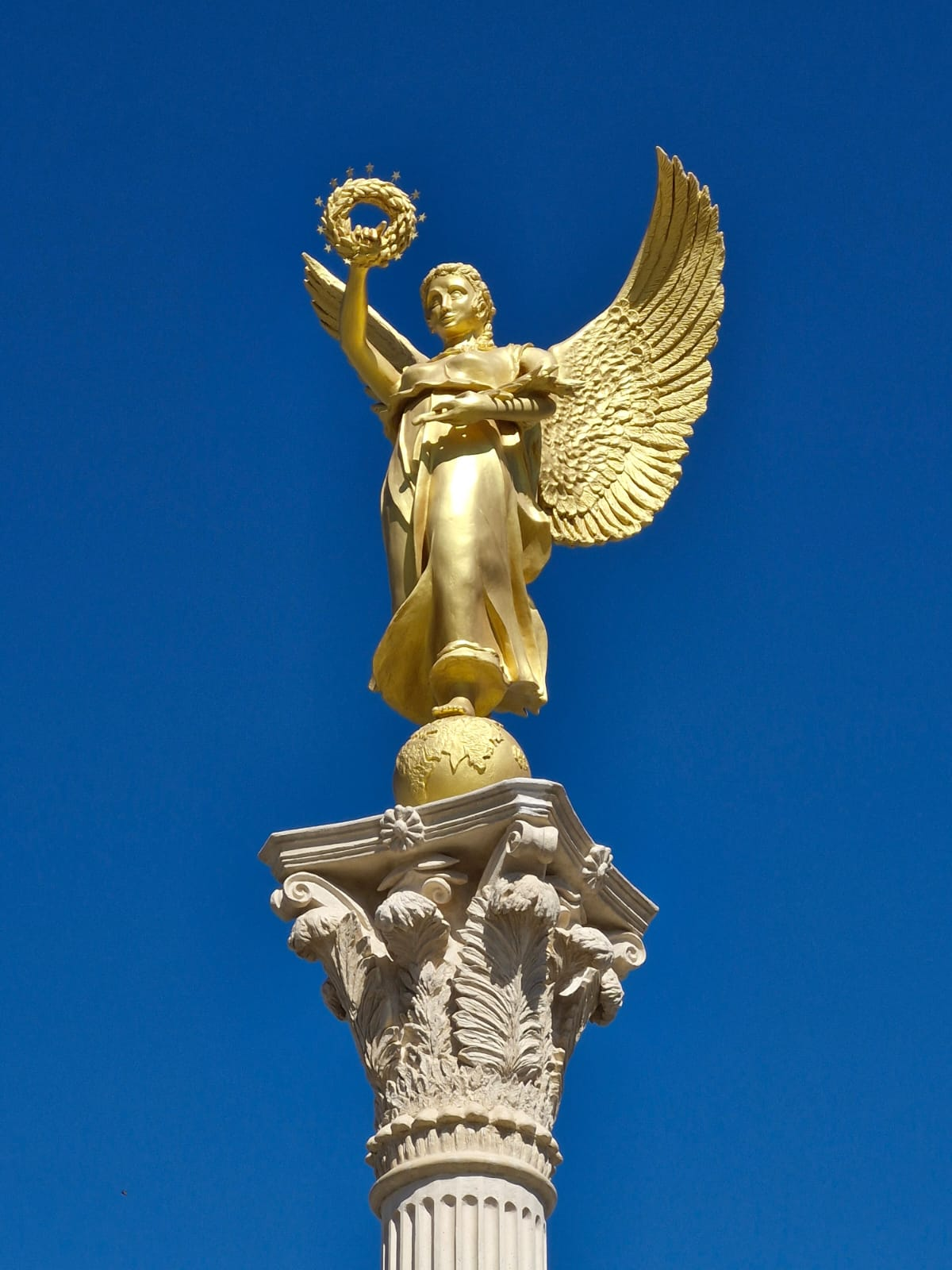
Der Friedensengel „Europa“ auf dem Marktplatz (2025)

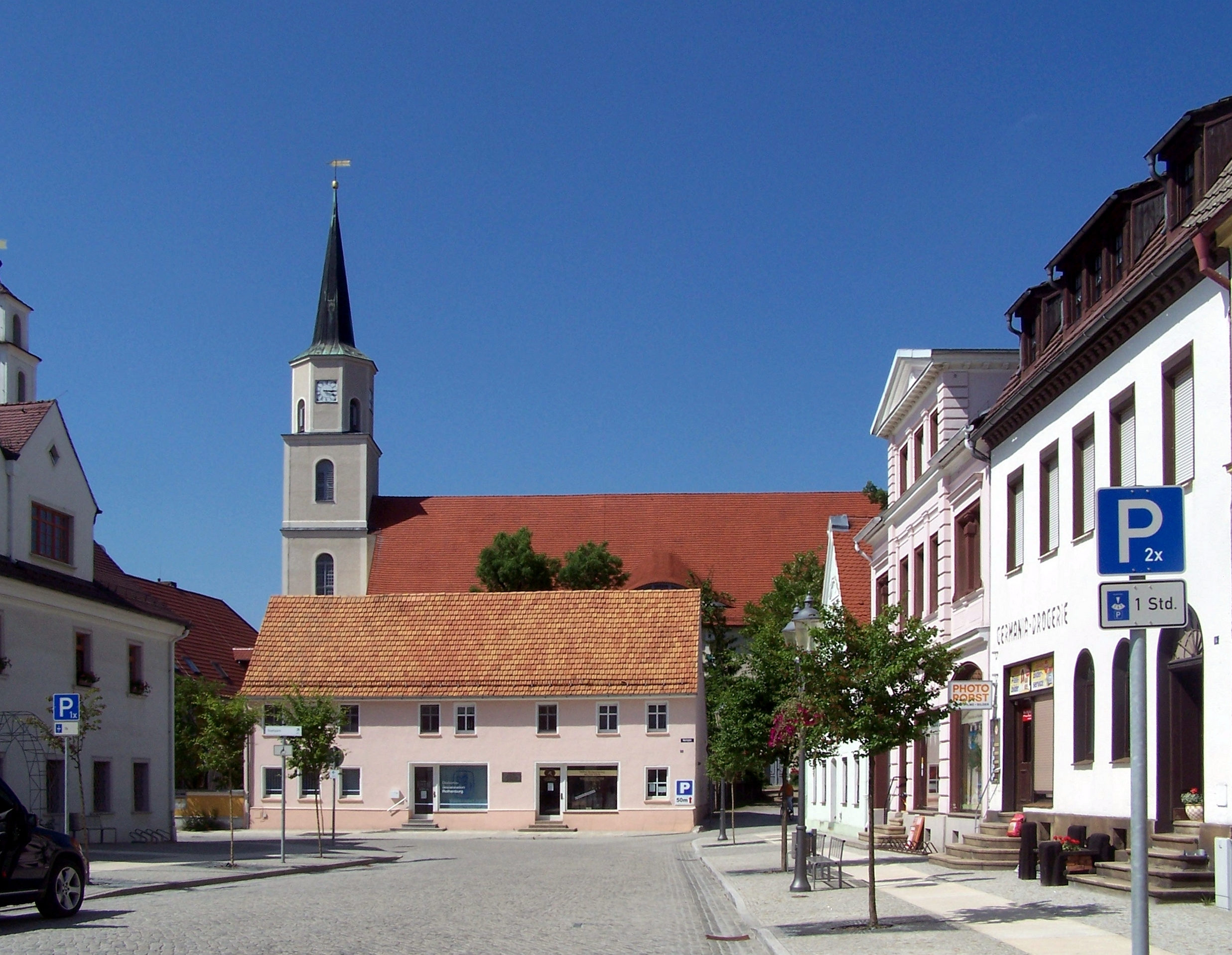
Evangelische Stadtkirche

Die Kulturdenkmale sind in der Liste der Kulturdenkmale in Rothenburg/Oberlausitz erfasst.

### Marktplatz
In der Mitte des als Ringplatz angelegten Marktplatzes befindet sich das Rathaus der Stadt. Durch den für Schlesien typischen, im Rechteck angelegten Marktplatz, bildet dieser als Zentrum des Ortes die Möglichkeit regelmäßige Veranstaltungen zentral stattfinden zu lassen.
Auf der Südseite des Marktplatzes stand ein als Obelisk gestaltetes Denkmal, welches an die im Deutsch-Französischen Krieg 1870/1871 gefallenen Soldaten erinnerte. Dieser wurde jedoch nach Ende des Zweiten Weltkrieges abgerissen. Seit dem Jahr 1990 wurde für den Wiederaufbau eines Denkmals Spenden gesammelt. Durch eine anonyme Spende im Jahr 2024 konnte nunmehr ein neues Denkmal errichtet werden. Entworfen wurde das Denkmal vom Malermeister Klaus Weniger. Die 14 Meter hohe Betonsäule trägt ein vergoldetes Abbild der Europa als „Friedensengel“ und steht für Einheit und Frieden. Europa selbst steht auf einer Weltkugel. In der rechten Hand hält sie einen Kranz mit Sternen und der Zeigefinger ist in Richtung des Betrachters ausgestreckt und soll daran erinnern, dass die Bevölkerung an der Friedensbildung beteiligt ist.
Am Sockel sind auf allen vier Seiten Tafeln angebracht. Eine der Tafeln trägt als Inschrift ein Zitat von Immanuel Kant: „Der Frieden ist das Meisterwerk der Vernunft.“

### Kirchen

#### Evangelische Stadtkirche
Ein erster massiver Kirchbau kann auf das Jahr 1313 festgelegt werden, da ein Grundstein im Fundament des Kirchturmes die Zahl nachweist.
Nach dem großen Stadtbrand am 21. Juli 1798 wurde der vollständig ausgebrannte gotische Vorgängerbau abgebrochen. Dabei wurde ein großer Stein im Bereich des Kirchenschiffes entdeckt, der mit einem Kreuz verziert war sowie drei nebeneinander stehende Strichen. Es wird vermutet, dass diese die Jahreszahl 1000 wiedergeben sollen. Am 8. Juni 1799 erfolgte die Grundsteinlegung für einen zunächst turmlosen Neubau, der am 15. April 1805 geweiht werden konnten. Das 100-jährige Kirchenjubiläum wurde im zweiten Halbjahr 1905 gefeiert, nachdem der zuständige schlesische Generalsuperintendent Theodor Nottebohm seine Mitwirkung für Sonntag, den 17. September, endgültig zugesagt hatte.
1817 erhielt die Kirche eine Orgel und 1823 stiftete der in der Parochie geborene Nazarener Adolf Zimmermann das noch vorhandene Altarbild „Jesus mit den Jüngern in Emmaus“. Im Jahr 1838 ermöglichten die Stiftung des Görlitzer Handelsmannes und früheren Besitzers des Rothenburger Rittergutes Christian Friedrich v. Schrickell in Höhe von 2000 Talern sowie ein Gnadengeschenk des preußischen Königs Friedrich Wilhelm III. in Höhe von 500 Talern die Grundsteinlegung des Turmes. Die Bauarbeiten des 60 m hohen Turmes leitete der Görlitzer Maurermeister Gustav Kießler. Am 16. Dezember 1840 konnte das Geläut aufgezogen werden, das jedoch im Ersten Weltkrieg als Metallspende für Rüstungszwecke abgeliefert werden musste. Zwischen Februar und April 1945 erlitt der Kirchturm infolge der schweren Gefechte am Ende des Zweiten Weltkrieges schwerste Zerstörungen, Teile des Turmes stürzten in das Kirchenschiff und beschädigten Orgel und Innenraum. Seit dem Wiederaufbau in den 1950er Jahren hat der Kirchturm nur noch eine Höhe von rund 45 m. Im Jahr 1982 erfolgte seine Eindeckung mit Kupfer. Sehenswert ist die von der Gemeinde gestaltete Bilderbibel im Kirchenschiff an der ersten Empore sowie die Gruft der spät nobilitierten Gutsbesitzerfamilie von Martin auf dem damaligen Schloss Rothenburg mit einem einst 1897 gestifteten Familienfideikommiss, als allodialer Besitz bis zur Bodenreform im Eigentum des Korvettenkapitäns und Mitglied verschiedener Aufsichtsräte Hans von Martin.

#### Katholische KircheSt. Maria Regina Rosarii
Die katholische Kirche in Rothenburg wurde 1902 errichtet und gehört in den Bereich des Bistums Görlitz. Dem in Rothenburg tätigen Gerichtssekretär Reinhold Trautmann war es zuvor möglich, am Rande der Stadt ein sandiges Grundstück käuflich zu erwerben, welches er danach den Katholiken seiner Gemeinde schenkte. Auf diesem konnte mit finanzieller Unterstützung des Bonifatiuswerkes des Bistums Breslau und Spenden anderer Wohltäter diese Kirche erbaut werden.
Beim Baustil handelt es sich um eine neugotische Hallenkirche in der typischen Backsteinbauweise. Im Frühjahr 1945 erlitt die Kirche schwere Schäden und konnte ein halbes Jahr lang nicht genutzt werden. Anlässlich des 50-jährigen Jubiläums der Benediktion wurde diese Kirche am 2. Juli 1952 durch Kapitularvikar, Bischof Dr. Ferdinand Piontek, Görlitz, konsekriert. Die letzte große Renovation der Kirche erfolgte im Herbst und Frühjahr 1998/99, wobei die Inneneinrichtung unverändert blieb.
Im Jahr 2010 wurde die Pfarrei Sankt Maria Rosarii Rothenburg mit der Pfarrei Sankt Josef Niesky zur Pfarrei „Sankt Josef“ zusammengeschlossen. Seitdem trägt die Katholische Kirche den Rang einer Filialkirche. Die Pfarrkirche befindet sich in Niesky.

### Gedenkstätten
- Ein Denkort auf dem Areal des Martinshofes erinnert seit 1988 an die Einrichtung eines Ghettos für 700 Juden aus den Städten Schlesiens auf dem Gelände des Martinshofes im benachbarten Tormersdorf, die in kriegswichtigen Firmen Zwangsarbeit verrichten mussten und ab 1942 in die KZ Theresienstadt bzw. KZ Auschwitz und KZ Majdanek zur Tötung ausgeliefert wurden.
- An der Straßenkreuzung vor der Einfahrt zum Martinshof steht seit 1945 ein Denkmal zur Erinnerung an den kommunistischen Kreistagsabgeordneten Herbert Balzer, der im KZ-Außenlager Gleina ermordet wurde.
- Am südlichen Ortseingang von Rothenburg befindet sich ein Panzerdenkmal. Es erinnert an die Befreiung des Ortes im April 1945. Auf der Gedenktafel unterhalb des sowjetischen T34-Panzers steht auf Deutsch, Russisch und Polnisch geschrieben: „Historische Stätte des Kampfes für unsere Befreiung durch die Sowjetarmee und die 2. polnische Armee im April 1945“.

### Museen
In der Stadt Rothenburg und ihren Ortsteilen gibt es mehrere durch die Stadt, Vereine und Privatpersonen betriebene Museen:
- Bauernmuseum Wilhelmshof: Aus einer ehemals landwirtschaftlich bedeutenden Produktionsstätte, die lange Jahre die Voraussetzungen für die Verpflegung von Mitarbeitern und Heimbewohnern des Diakoniewerkes Martinshof sicherte, ist in den letzten Jahren ein modernes Wohnheim für Behinderte für eine therapeutische Sondergruppe entstanden. Um einen Einblick in das ländliche Leben und Arbeiten vom 18. bis ins 20. Jahrhundert zu geben, wurde auf dem Gelände des Dreiseitenhofes ein Bauernmuseum erschaffen. Heuwagen, Traktor, Häufelkörper und Mohnmühle sind zu sehen, aber auch die Einrichtung einer Bauernküche.
- Luftfahrt-Technisches Museum: Das größte Museum in Rothenburg befindet sich auf dem Gelände des Flugplatzes Rothenburg und wird vom Luftfahrttechnischen Museumsverein Rothenburg e. V. betrieben. Das Museum hat zahlreiche Jagdflugzeuge des Typs MiG restauriert und diverse Triebwerke und Fahrzeuge ausgestellt.[43]
- Stadtmuseum Rothenburg: Im Stadtmuseum Rothenburg werden neben einer Dauerausstellung zur Geschichte der Stadt und des Handwerkes wechselnde Ausstellungen zu verschiedenen Themen gezeigt.[44] Das Museum befindet sich in einem der ältesten Gebäude der Stadt.
- Militärhistorisches Museum Neusorge: Seit dem Jahr 2024 gibt es ein privat betriebene überregional bedeutende Ausstellung zur sächsischen Militärgeschichte in der Zeit von 1600 bis 1918. Die Folgen, die die Region zu tragen hatte, werden mittels historischer Dokumente belegt.[45]

### Stadtpark, Freizeit- und Sportanlagen

#### Stadtpark
Die Entstehung des Rothenburger Stadtparks kann bis in das 15. Jahrhundert zurückverfolgt werden. Damals befand sich bereits am Schloss an dessen Nordseite der Schlossgarten, welcher so etwas wie die erste Etappe in der Entwicklung des Parks darstellt. Um 1750 entstand ein barocker Lustgarten mit Blumenrabatten, Wasserspielen und einem Heckenlabyrinth. Adolf Freiherr von Gersdorf ließ den Garten in einen nach englischem Vorbild umgestalten, und 1883 mit dem neuen Besitzer Friedrich von Martin wurden Park und Güterkomplex bis etwa 1900 vervollkommnet. Nach 1945 betreute diesen dann die Arbeitsgemeinschaft „Rothenburger Park“. Der Stadtpark ist bis in die jüngste Zeit ein attraktiver Anziehungspunkt für die Besucher der Ortschaft.
Der Park hat etwa eine Größe von 20 Hektar. Unterhalb des Kirchengeländes befindet sich eine Gruft, die von einem stattlichen gusseisernen Tor geziert wird. Hier wurden Friedrich von Martin und seine erste Gattin Martha beigesetzt. Sie sollen sich große Verdienste um das Wohl der Bürger in ihrer Zeit erworben haben. Eine Kulturanlage mit Freilichtbühne und andere Freizeitanlagen der Stadt Rothenburg sind in dem Park anzutreffen. Alte Eichen, Hainbuchen, Buchen, Espen und riesige Ulmen stehen in der Anlage und weisen auf ein beträchtliches Alter hin. Besonders auffällig ist eine mit Efeu stark bewachsene Schwarzpappel. Insgesamt beeindruckt der Park durch mächtige Gehölze wie Ahorn, Silberlinde, Kastanie, Silberahorn, gewaltige uralte Erlen und Eichen bestimmen das Ufer der Neißegewässer. 1926 richtete das damalige Hochwasser einen Schaden am dort befindlichen Wehr an, so dass dieses nur noch rückgestautes Wasser führt.
Der Landschaftspark ist Mitglied des Gartenkulturpfades beiderseits der Neiße. Dies verbessert die Möglichkeiten der Pflege (Parkseminare) und die Aussichten auf Förderung sowie die touristische Erschließung.

#### Freizeit- und Sportanlagen
- Froschradweg
- Oder-Neiße-Radweg
- Bootsfahren auf der Neiße
- etwa zehn Kilometer südlich befindet sich die Kulturinsel Einsiedel.
- Schwimmhalle im Norden der Stadt[47]
- Turnhalle mit Jahnsportplatz in Zentrumsnähe

### Natur und Naturschutz
In der Stadt gibt es neben den Naturdenkmalen seit dem Jahr 2019 einen Biberlehrpfad, der in Zusammenarbeit mit dem Landschaftspflegeverband Oberlausitz e. V. entstand. Der Biber gehört zu den selten gewordenen Tieren, die lange Zeit aus den Flussauen der Stadt verschwunden waren, sich aber mittlerweile wieder angesiedelt haben. In Rothenburg konnten in der Vergangenheit zahlreiche Vorkommen von Bibern nachgewiesen werden. Auf einem knapp 5 km langen Rundweg informieren Lehrpfadtafeln und Symbolschilder über die Lebensweise des Bibers, die historische Entwicklung seiner Ausbreitung und die Konflikte mit den menschlichen Bedürfnissen.

## Regelmäßige Veranstaltungen
- Jedes Jahr am ersten Augustwochenende findet das Rothenburger Sommerfest statt. Es ist eines der größten Volksfeste Ostsachsens.
- Am Wochenende des 4. Advent findet der traditionelle Weihnachtsmarkt statt.
- Das Neiße Adventure Race (NAR), ein Teamevent als sportlicher Vierkampf, leitet jährlich bis zu 100 Teams Anfang Mai durch die Zentrallausitz[50]
- Jedes Jahr in der Woche um Himmelfahrt finden die „Days of Speed and Thunder“[51] mit internationaler Beteiligung statt.

## Wirtschaft und Infrastruktur

### Soziale und medizinische Einrichtungen
- Diakonie St. Martin – gemeinnützige Stiftung (medizinische Versorgung, Senioren-Pflege, Betreuung behinderter Menschen u.ä.m.), mit mehr als 600 Mitarbeitern[52] einer der größten Arbeitgeber im Landkreis Görlitz[53]
- Orthopädisches Zentrum „Martin-Ulbrich-Haus gGmbH“ – Krankenhaus mit Schwerpunkt Orthopädie und Fachklinik für Rehabilitation

### Bildungseinrichtungen
- Grundschule Rothenburg[54]
- Oberschule „Moritz Zimmermann“
- Hochschule der Sächsischen Polizei (FH)

### Flugplatz
Der mittlerweile für die zivile Luftfahrt freigegebene Flugplatz Rothenburg/Görlitz ist Anlaufstelle für mehrere Vereine, u. a. den Rothenburger Luftsportverein, der bereits mit zahlreichen Erfolgen aufwarten kann. Der Verein betreibt am Standort eine 3000 m lange Seilauslegestrecke für Höhenwindenstarts, die zu den längsten Deutschlands gehört. Segelflieger und Fallschirmspringer treffen sich zu zahlreichen Veranstaltungen das gesamte Jahr über auf dem ehemaligen NVA-Flugplatz.
Jedes Jahr findet auch das über die Grenzen hinaus bekannte Pulso-Treffen statt. Hier erreichen Modellflugzeuge Geschwindigkeiten bis zu 430 km/h. Im Jahr 2017 konnte sogar bereits zum zweiten Mal ein Guinness-Weltrekord für das schnellste ferngesteuerte Modellflugzeug (RC) mit Düsenantrieb aufgestellt werden, das eine Geschwindigkeit von 749,221 km/h erreichte.
Im Jahr November 2020 landete erstmals wieder ein Flugzeug vom Typ Airbus A320 auf dem Flugplatz. Für ein Pilotprojekt der Elbe Flugzeugwerke GmbH mit Sitz in Dresden wurde im Rahmen einer Machbarkeitsstudie geforscht, inwieweit der Flugplatz als Recycling-Standort wirtschaftlich etabliert werden könne. Seitdem ist der Flugplatz als Standort für Entsorgung und Recycling alter Flugzeuge im Gespräch.

## Persönlichkeiten
- Johann Friedrich Gregorius (1697–1761), evangelischer Theologe und Kirchenlieddichter, Oberpfarrer in Rothenburg
- Friedrich Wilhelm Heinrich von Roeder (1777–1833), erster Landrat des Landkreises Rothenburg
- Moritz Adolf Stein (1797–1871), Zeichner und Maler
- Moritz Zimmermann (1804–1876), Leiter der Rothenburger Stadtschule[58] Die Oberschule trägt seit 2002 seinen Namen.
- Friedrich von Martin (1847–1915), deutsch-chilenischer Unternehmer in der Salpeterindustrie (Deutsche Salpeterwerke, später Fölsch & Martin Aktiengesellschaft), Gutsbesitzer[59]
- Wigand von Gersdorff (1851–1920), preußischer Generalleutnant
- Alfred von Martin (1882–1979), Historiker und Soziologie
- Hans von Martin (1885–1973), deutscher Marineoffizier
- Paul Rentsch (1898–1944), Zahnarzt und Widerstandskämpfer; Gerechter unter den Völkern
- Bertha thoe Schwartzenberg (1891–1993), niederländische Bildhauerin
- Siegfried Bruchholz (1927–2012), Oberförster, Autor biologischer und forstkundlicher Veröffentlichungen
- Horst Bachmann (1927–2007), Maler, Bildhauer, Zeichner
- Iris Wittig (1928–1978), erste Militärpilotin der DDR
- Reinhard Leue (1929–2012), evangelischer Theologe, Publizist, Autor und Chronist – er lebte 1987–2012 in Rothenburg und war 1987–1994 tätig als Leiter des heutigen Martinshof Rothenburg Diakoniewerk
- Karl-Heinz Pick (1929–2009), deutscher Pianist, Komponist, Hochschullehrer an der HMT Leipzig und Ehrenpräsident der Deutschen Chopin-Gesellschaft e. V.
- Bernd Lange (* 1956), Politiker (CDU), ehemaliger Landrat des Landkreises Görlitz
- Jenny Böhme (* 1983),  Unternehmerin, Autorin und Foodbloggerin
- Philipp Schober (* 1987), Springreiter